# Estació de Sant Pere de Ribes-Hospital de Sant Camil
Sant Pere de Ribes | Hospital de Sant Camil és una estació de ferrocarril en projecte que s'ubicarà al sud-oest del municipi de Sant Pere de Ribes, a la comarca del Garraf. A l'estació hi pararan trens de la futura línia Orbital Ferroviària (LOF), i se situarà al costat de l'hospital de Sant Camil i al sud-oest dels afores del nucli urbà.

## Serveis ferroviaris
| Rodalia de Barcelona   |           |               |                      |                        |
| Procedència/Destinació | <         | Línia         | >                    | Procedència/Destinació |
| Projectat              |           |               |                      |                        |
| Mataró                 | Canyelles | Línia Orbital | Garraf Park and Ride | Vilanova i la Geltrú   |